# Scotopteryx approximata
Scotopteryx approximata är en fjärilsart som beskrevs av Barend J. Lempke 1950. Scotopteryx approximata ingår i släktet backmätare, och familjen mätare. Inga underarter finns listade.